# Хіросіма

34°23′07″ пн. ш. 132°27′19″ сх. д. / 34.38528° пн. ш. 132.45528° сх. д.
Хіроші́ма (яп. 広島市, трансліт. ひろしまし, латиніз. Hiroshima-shi, [çiɾoɕim:a ɕi̥], Хірошіма) — місто в Японії, в префектурі Хірошіма.

## Короткі відомості
Хіросіма розташована у південно-західній частині префектури Хіросіма, в дельті річки Ота на березі Хіросімської затоки. Місто є адміністративним центром префектури, найбільшим населеним пунктом регіону Тюґоку.
Хіросіма заснована наприкінці XVI століття як столиця володінь самурайського роду Морі, володарів Західного Хонсю. Протягом XVII — XIX століття вона була центром автономного уділу Хіросіма-хан під керівництвом роду Асано. Місто набуло особливого економічного розвитку після японсько-цінської війни 1894–1895 років. 1945 року воно стало першим в історії населеним пунктом, який зазнав ядерного бомбардування. 1980 року Хіросіма увійшла до списку міст державного значення Японії.
Основою економіки Хіросіми є підприємства вторинного і третинного сектора. У місті розташована штаб-квартира та основні заводи японської корпорації Мазда. Серед головних туристичних принад — Хіросімський меморіал миру, зарахований до Світової спадщини ЮНЕСКО, а також Хіросімський замок та японський сад Сюккей.
Станом на 1 жовтня 2007 площа міста становила 905,13 км². Станом на 1 червня 2011 населення міста становило 1 176 951 осіб.

## Географія
Хіросіма розташована у Хіросімській рівнині на узбережжі Внутрішнього Японського моря.
На заході місто межує з містом Хацукаїті, на північному заході — з містечком Акіота(安芸太田市、あきおおたし）, на півночі — з містечком Кітахіросіма, на північному сході — з містом Акітаката(安芸高田市、あきたかたし), на сході — з містом Хіґасіхіросіма, на південному сході — з містечками Футю, Кайта, Кумано, Сака і містом Куре. Південь Хіросіми омивається Внутрішнім Японським морем.

### Площа
Зміна площі міста Хіросіми за результатами обчислення площі населених пунктів Японії Інститутом географії Японії. Дані подані по Хіросімі загалом і її районах.
| Роки | Нака  | Хіґасі | Мінамі | Нісі  | Аса-Мінамі | Аса-Кіта | Акі   | Саекі  | Разом   |
| 1980 | 14,74 | 39,77  | 23,92  | 34,49 | 117,24     | 352,11   | 93,35 | —      | 675,62  |
| 1985 | 14,74 | 39,77  | 24,25  | 35,03 | 117,24     | 352,11   | 93,92 | 59,85  | 736,91  |
| 1990 | 15,34 | 39,38  | 25,37  | 35,49 | 116,91     | 353,06   | 94,00 | 60,63  | 740,18  |
| 1995 | 15,34 | 39,38  | 25,39  | 35,49 | 116,95     | 353,39   | 94,02 | 60,97  | 740,93  |
| 2000 | 15,34 | 39,38  | 25,80  | 35,67 | 117,19     | 353,35   | 94,02 | 61,00  | 741,75  |
| 2005 | 15,34 | 39,38  | 26,09  | 35,67 | 117,19     | 353,35   | 94,01 | 223,98 | 905,01  |
| 2007 | 15,34 | 39,38  | 26,09  | 35,67 | 117,19     | 353,35   | 94,01 | 224,10 | 905,131 |

### Рельєф
Рельєф префектури Хіросіма переважно гірський (багато гір і гірських долин), місто Хіросіма розташоване в долині з невеликими пагорбами, вкритими деревами. Через місто протікає річка Ясу.

### Клімат
Хіросіма належить до вологого субтропічного кліматичного поясу. Зими тут малосніжні й відносно теплі, а літа спекотні, вологі, з дощами і тропічними циклонами.
Згідно з метеорологічними даними 1971–2000 років середня температура повітря в Хіросімі становила 16,1°C. Найнижчою вона була у січні — 1,7 °C, а найвищою в серпні — 32,1 °C. Середня кількість опадів за вказаний 30-річний період дорівнювала 1540,6 мм. Відносна вологість повітря становила 69 %.
За даними на 2006 рік середня температура повітря в Хіросімі становила 16,3 °C. Найнижчою вона була у лютому — −2,9 °C, а найвищою в серпні — 36,5 °C. Середня кількість опадів за вказаний 30-річний період дорівнювала 1 959,5 мм.
За всю історію метеорологічних спостережень в Хіросімі найвища температура повітря була зафіксована 17 липня 1935 року, яка склала 38,7 °C, а найнижча — 28 грудня 1879, яка дорівнювала −8.6 °C.
| Клімат м. Хіросіма (1981—2010)             | Клімат м. Хіросіма (1981—2010) | Клімат м. Хіросіма (1981—2010) | Клімат м. Хіросіма (1981—2010) | Клімат м. Хіросіма (1981—2010) | Клімат м. Хіросіма (1981—2010) | Клімат м. Хіросіма (1981—2010) | Клімат м. Хіросіма (1981—2010) | Клімат м. Хіросіма (1981—2010) | Клімат м. Хіросіма (1981—2010) | Клімат м. Хіросіма (1981—2010) | Клімат м. Хіросіма (1981—2010) | Клімат м. Хіросіма (1981—2010) | Клімат м. Хіросіма (1981—2010) |
| Показник                                   | Січ.                           | Лют.                           | Бер.                           | Квіт.                          | Трав.                          | Черв.                          | Лип.                           | Серп.                          | Вер.                           | Жовт.                          | Лист.                          | Груд.                          | Рік                            |
| Абсолютний максимум, °C                    | 18,8                           | 21,5                           | 23,7                           | 29,0                           | 31,5                           | 34,4                           | 38,7                           | 37,9                           | 36,9                           | 31,2                           | 26,3                           | 22,3                           | 38,7                           |
| Середній максимум, °C                      | 9,7                            | 10,6                           | 14,0                           | 19,7                           | 24,1                           | 27,2                           | 30,8                           | 32,5                           | 29,0                           | 23,4                           | 17,4                           | 12,3                           | 20,9                           |
| Середня температура, °C                    | 5,2                            | 6,0                            | 9,1                            | 14,7                           | 19,3                           | 23,0                           | 27,1                           | 28,2                           | 24,4                           | 18,3                           | 12,5                           | 7,5                            | 16,3                           |
| Середній мінімум, °C                       | 1,7                            | 2,1                            | 4,8                            | 9,9                            | 14,7                           | 19,4                           | 23,8                           | 24,8                           | 20,8                           | 14,2                           | 8,5                            | 3,7                            | 12,4                           |
| Абсолютний мінімум, °C                     | −8,5                           | −8,3                           | −7,2                           | −1,4                           | 1,8                            | 6,6                            | 14,1                           | 13,7                           | 8,6                            | 1,5                            | −2,6                           | −8,6                           | −8,6                           |
| Середня кількість сонячних годин на місяць | 137,2                          | 139,7                          | 169,0                          | 190,1                          | 206,2                          | 161,4                          | 179,5                          | 211,2                          | 165,3                          | 181,8                          | 151,6                          | 149,4                          | 2042,3                         |
| Норма опадів, мм                           | 44.6                           | 66.6                           | 123.9                          | 141.7                          | 177.6                          | 247.0                          | 258.6                          | 110.8                          | 169.5                          | 87.9                           | 68.2                           | 41.2                           | 1537.6                         |
| Днів зі снігом                             | 8,7                            | 7,1                            | 2,6                            | 0                              | 0                              | 0                              | 0                              | 0                              | 0                              | 0                              | 0,2                            | 4,5                            | 23,1                           |
| Вологість повітря, %                       | 68                             | 67                             | 64                             | 63                             | 66                             | 72                             | 74                             | 71                             | 70                             | 68                             | 69                             | 69                             | 68                             |
| ------------------------------------------ | ------------------------------ | ------------------------------ | ------------------------------ | ------------------------------ | ------------------------------ | ------------------------------ | ------------------------------ | ------------------------------ | ------------------------------ | ------------------------------ | ------------------------------ | ------------------------------ | ------------------------------ |
| Джерело: Метеорологічне управління Японії  |                                |                                |                                |                                |                                |                                |                                |                                |                                |                                |                                |                                |                                |

## Історія

### Стародавність

Мон святилища Іцукусіма — «візерунок панцира черепахи».

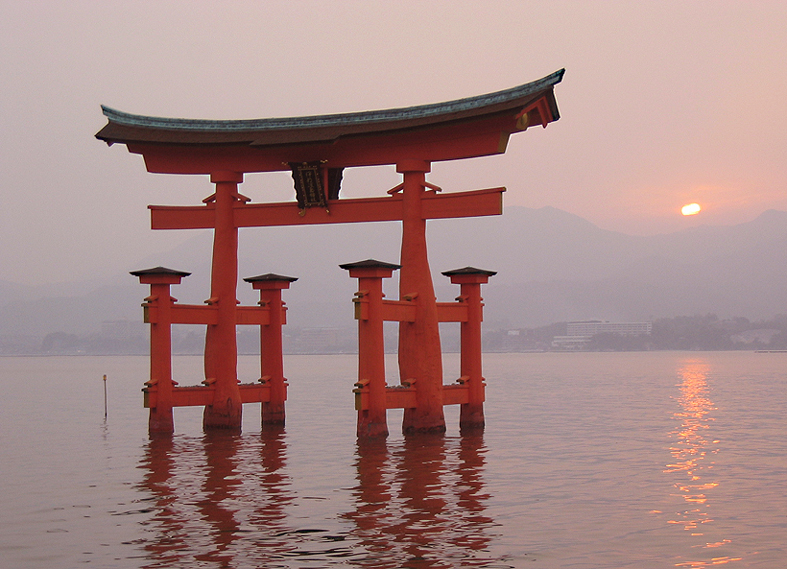
Торії найбільшої святині провінції Акі — святилища Іцукусіма.

У пізньому палеоліті та періоді Джьомон (10 000 до н. е. — 300 до н.е.), центральна частина сучасного міста Хіросіма знаходилася у Внутрішньому Японському морі, води якого глибоко входили в район дельти річки Ота. У Хіросімській затоці, в місцевостях Іцукаїті, Усіта та Яно існували острови, які були заселені людьми, про що свідчать виявлені археологами стоянки стародавніх людей.
У період Яйой (300 до н.е. — 300) була заселена північна частина Хіросіми, сучасний район Аса-Кіта. На стоянках Накаяма, Камі-Фукаґава, Омодзі та Фукуда знаходять бронзові мечі, дзвони та алебарди — докази того, що землі сучасної Хіросіми були контактною зоною культури мечів і алебард Північного Кюсю та культури дзвонів регіону Кінкі.
У період Кофун (300–550) північ і центр сучасної Хіросіми, райони Аса-Кіта та Аса-Мінанмі, стали місцем спорудження могил знаті — курганів. Найвідомішими з них є кургани Накаоди в області Кутіта, кургани Унаґіяма та Дзінґуяма в області Мідорії.
Починаючи з VII століття, територія Хіросіми увійшла до провінції Акі, нової адміністративної одиниці молодої японської держави Ямато. У період Нара (710–794) уряд цієї провінції знаходився у гірському містечку Сайдзьо сучасного міста Хіґасі-Хіросіма, але у середині періоду Хей'ан (794–1185) перемістився до містечка Футю поблизу Хіросімської затоки.
З кінця VIII століття, через занепад тогочасного державного ладу, який базувався на авторитеті Імператора та приматі державної власності, в країні стартував процес розвитку приватного землеволодіння. Протягом IX — XI століть на теренах сучасної Хіросіми виникли маєтки аристократів, буддистських монастирів та синтоїстських святилищ. Найбільші з них знаходилися у місцевостях Усіта, Кабе, Міїрі, Тато, Ґіон. Великим землевласником було Святилище Іцукусіма, одна з найстаріших святинь Японії.

### Середньовіччя

#### Рід Такеда

Мон роду Такеда — «Такедівський ромб».

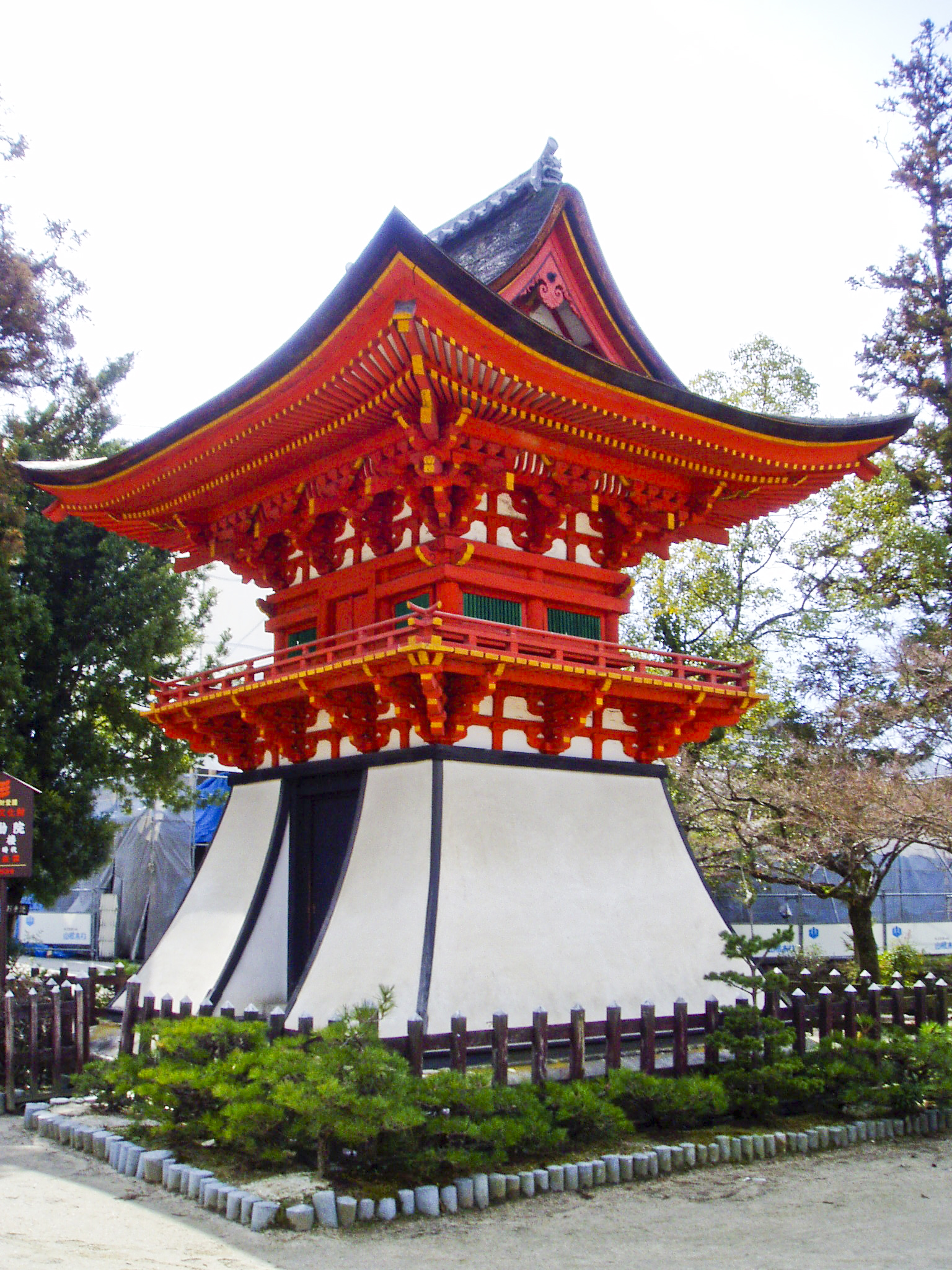
Дзвіниця буддистського монастиря Фудо'ін, усипальниці роду Такеда.

Наприкінці XII століття в Японії встановилося двовладдя: у Західній Японії існував старий Імператорський уряд аристократів з центром в Кіото, а у Східній Японії — новий сьоґунат самураїв з центром в Камакура. Місцева знать провінції Акі, до якої входили території сучасної Хіросіми, підтримувала Імператора і виступила на його боці в антисьоґунатівському повстанні 1221 року. У результаті поразки повстанців камакурські урядовці провели перерозподіл земель Акі та доручили головування нею східнояпонському роду Такеда.
Такеда зайняли обширні землі в районі русла річки Ота і звели свою резиденцію в замку Канаяма, на території сучасного району Аса-Мінамі. Біля основи замку виникло містечко, куди поступово перебрався провінційний уряд, який знаходився у сусідньому поселенні. Володіння Такеди перетворилися на центр усієї Акі.
У 1333 році загинув Камакурський сьоґунат, а на його місті постав інший — сьоґунат Муроматі з центром в Кіото. Рід Такеда визнав верховенство нових сьоґунів і воював за їхні інтереси у війні північної і південної династій, але 1368 року був звільнений з головування у провінції Акі. Його посаду передали родам Імаґава та Хосокава, наближеним дому сьоґунів.
З другої половини XV століття, через занепад центральної влади, Японія вступила у період міжусобних воєн. Землі провінції Акі стали об'єктом зазіхань великих сусідів-землевласників — роду Оуті із західної провінції Суо та роду Амаґо з північної провінції Ідзумо. Акійська дрібна знать не мала що протиставити ворогам самотужки, а тому позмінно ставала на бік то одного, то іншого сусіда, залежно від ситуації на фронті. Колишні провінційні голови Акі з роду Такеда перебували у постійному союзі з північними Амаґо.
Тим часом упродовж XI—XV-го століть у Хіросімській затоці, на місці сучасного міського центру Хіросіми, поступово сформувалася дельта річки Ота. У річковому гирлі утворилися природні дамби і острови з піску та ґрунту, що століттями виносилися у Внутрішнє Японське море водами Оти.

#### Рід Морі

Мон роду Морі — «три зірки під одиницею».

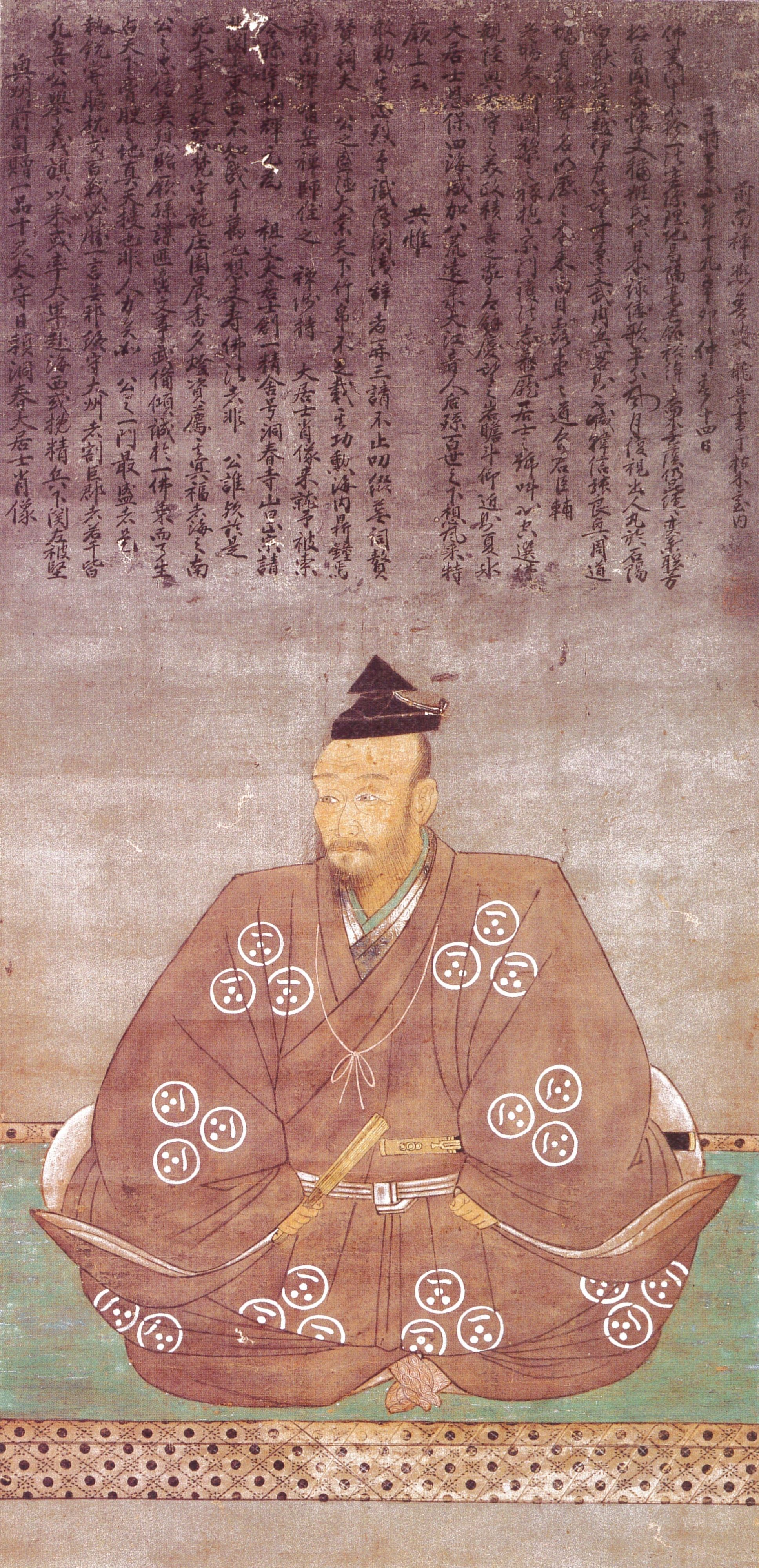
Морі Мотонарі.

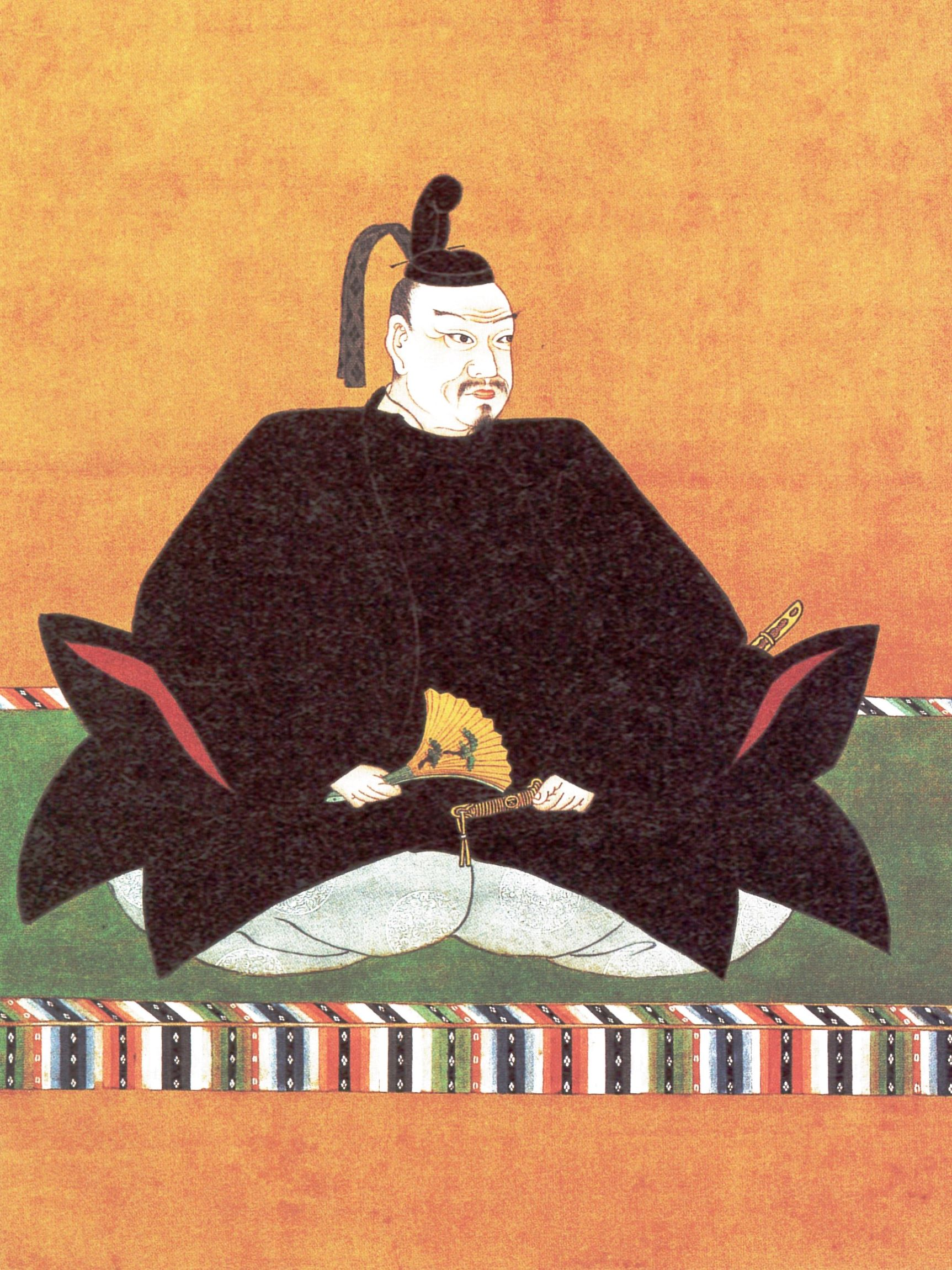
Морі Терумото.

У середині XVI століття провінція Акі була перетворена з другорядної японської провінції на головний центр регіону Тюґоку. Цю справу розпочав Морі Мотонарі, представник акійської дрібної знаті і голова самурайського роду Морі. Він вдало використовував протиріччя між володарями сусідніх провінцій, а також їхніми підопічними в Акі.
У 1541 році, за підтримки північних сусідів, Мотонарі знищив давній рід Такеда і здобув собі авторитет серед місцевого самурайства, але вже наступного року прийняв протекцію західних володарів і воював з північними, розширюючи свої землі. У 1554 році Мотонарі повернув зброю проти вчорашніх протекторів — роду Оуті, і в Іцукусімській битві 1555 року вщент розбив його основні сили. За три роки він привласнив собі території західних сусідів, перетворившись на одного з найбільших володарів Західної Японії. На кінець 1550-х років терени сучасного міста Хіросіми знаходилися під контролем цього полководця.
У 1565 році, ще за життя Мотонарі, його онук Морі Терумото став новим головою роду. Завдяки дідовим настановам він за рік спромігся знищити північного володаря — рід Амаґо. На початок 1570-х років Терумото володів усім регіоном Тюґоку, північно-східною частиною Кюсю та північно-західною частиною Шікоку. Йому корилися 12 з 60 провінцій Японії.
У 1574 році між Морі та східним родом Ода, який об'єднав під своєю рукою столичний регіон Кінкі, розпочалась затяжна війна. Вона йшла з перемінним успіхом — дипломатичні перемоги перших компенсувалися ратними перемогами останніх. Нарешті у 1582 році голова роду Ода, Ода Нобунаґа, загинув, а його наступник, Тойотомі Хідейосі, уклав з Морі мир та союз. Хоча він був підписаний на рівних умовах, Морі Терумото поступово перетворився на фактичного васала вчорашнього ворога.
Тойтомі Хідейосі проводив курс на об'єднання Японії і невдовзі став господарем усіх земель країни. За бойові заслуги й допомогу Морі Терумото отримав від нього право керувати 6 провінціями, доходом у 1 250 000 коку. Хоча Морі втратив половину свої земель, але залишився найбільшим володарем Західної Японії. Політико-адміністративним центром його володінь був старий родинний замок Йосіда-Кооріяма. Він збудований в укріпленому гірському районі, проте лежав осторонь важливих транспортних шляхів. На кінець XVI-го століття міжусобиці в Японії завершилися, тому Терумото вирішив збудувати нову резиденцію у більш економічно сприятливій місцевості.
У 1589 році за його наказом у дельті річки Ота, в районі Ґокамура, було розпочато спорудження нового родового замку. Біля нього Терумото заклав однойменне призамкове містечко, до якого були переселені васали Морі, а також запрошені ремісники та купці. Він назвав цю місцевість «Хіросіма» (широкий острів). Терумото прагнув перетворити її на багатолюдний торгово-економічний центр на зразок Кіото і Осаки. У 1591 році він переїхав до напівзбудованого Хіросімського замку, щоб особисто пришвидшити розбудову своєї нової «столиці».

### Період Едо

#### Рід Фукусіма

Мон роду Фукусіма — «стоячий стрілолист».

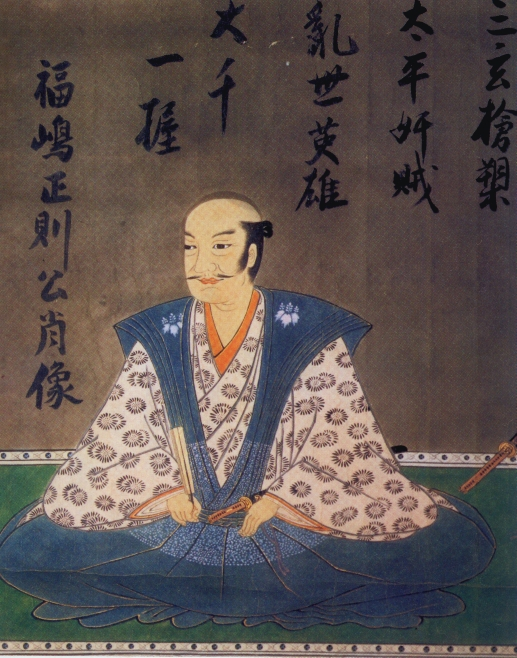
Фукусіма Маснорі.

Морі Терумото не довго був господарем Хіросіми. Після смерті японського правителя Тойотомі Хідейосі у 1598 році, він входив до регентської ради при синові покійного і був втягнутий у конфлікт за перерозподіл владних повноважень. У 1600 році в битві при Секіґахара Морі очолив коаліцію володарів Західної Японії, що виступила проти коаліції володарів Східної Японії під командуванням Токуґави Іеясу, але зазнав поразки. Переможці позбавили Терумото більшої частини його земель, залишивши лише дві провінції Суо і Наґато.
Центральні володіння Морі — провінції Акі і Бінґо з центром у Хіросімі, доходом у 489 000 коку, дісталися герою Секіґарської битви — Фукусімі Масанорі. Після 1603 року вони оформилися у так званий Хіросіма-хан, автономну адміністративну одиницю, залежну від новоствореного сьоґунату Токуґава.
Фукусіма Масанорі продовжив справу попередника з впорядкування призамкового містечка Хіросіма. Плануючи прискорити розвиток торгівлі, він переніс до нього старовинний шлях Санйодо, який лежав по центру Акі та зв'язував японську столицю з західними регіонами, відремонтував дороги, які вели на північ, до провінцій Ідзумо та Івамі, де знаходилися залізні та срібні копальні, а також упорядкував податкову систему.
Однак Фукусіма не затримався у Хіросімі. 1619 року сьоґунат позбавив його володінь та самурайського статусу. Причиною такого суворого покарання послужили роботи з укріплення Хіросімського замку, які Фукусіма провів без дозволу центральної влади.

#### Рід Асано

Мон роду Фукусіма — «перехрещені пір'їни яструба в колі».

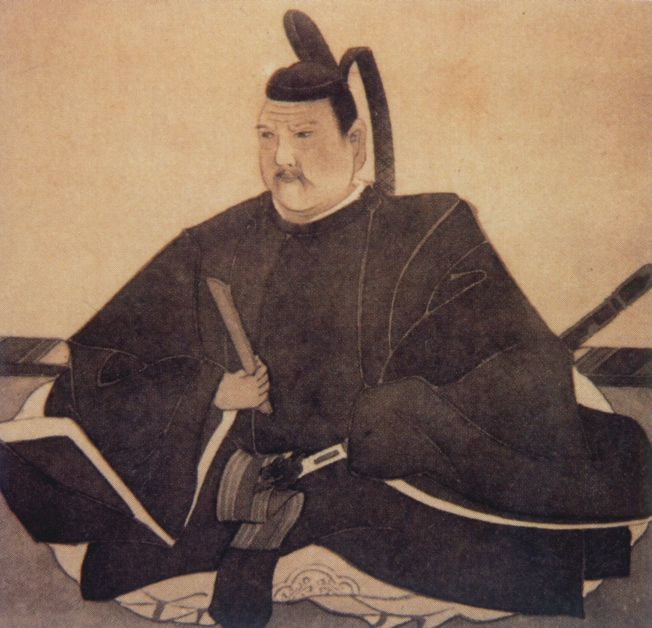
Асано Наґакіра.

Новим управителем Хіросіми став Асано Наґаакіра (1619—1632) колишній володар Кісю-хану з головної лінії роду Асано. Він отримав провінцію Акі та 8 повітів провінції Бінґо доходом у 426 000 коку. Наґаакіра провів централізацію управління, послабивши місцеву знать, і зменшив податки на купецькі доми, заохочуючи розвиток економіки. Йому вдалося монополізувати комерційні операції у Внутрішньому Японському морі, за що нащадки називали його «майстром торгівлі». Владу в призамковому містечку Хіросіма Наґаакіра делегував інституту підзвітних йому хіросімських урядників, а сам керував усіма землями з родового замку-резиденції.
Другий голова Хіросіма-хану, Асано Міцуакіра (1632–1672), продовжував курс свого батька. Він встановив сталий податок на селі, давши можливість селянам збувати надлишки продукції і врожаю на ринку. Міцуакіра також відремонтував шлях Санйодо, який проходив Хіросімою, і сприяв розвитку річкового та морського транспорту у своїх володіннях.
Син Міцуакіри, Асано Цунаакіра (1672—1673), проголовував лише рік, померши від натуральної віспи. Його наступник Асано Цунанаґа (1673—1708) був покровителем наук та мистецтв і підірвав стабільність фінансової системи Хіросіма-хану. Аби поправити становище він вирішив заощаджувати кошти та встановив у призаковій Хіросімі цехи, монополізувавши виробництва заліза і паперу. Цунаакіра намагався ввести в обіг паперові гроші через нестачу золота та срібла, але його нововведення викликали сильний протест в провінції.
П'ятий правитель Хіросіма-хану, Асано Йосінаґа (1708–1752) був енергійним реформатором. Він омолодив свій чиновницький апарат, став видавати ханські асигнації замість натуральної платні, підвищив податки та посилив контроль в повітах і селах. Усі ці заходи спричинили невдоволення серед самурайської адміністрації і простого люду, яке вилилось у велике повстання 1718 року. Внаслідок реформи Йосінаґи буксували, а економіка земель роду Асано погіршувалась.
За головування шостого правителя Асано Мунецуне (1752–1763) з'явилися перші ознаки виходу з кризи. Зважаючи на неврожайні роки і велику пожежу у призамковому містечку Хіросіма, новий правитель ліквідував систему спадкових зарплат, привів до керівного апарату нових здібних адміністраторів, активно боровся з корупцією в регіонах, а також вдвічі зменшив податки, зробивши систему їхнього збору ефективнішою. Ці перетворення продовжив сьомий голова Асано Сіґеакіра (1763–1799). Під страхом смертної кари він заборонив хабарництво і розкоші, ввів закони на підтримку хіросімських виробників товарів і, відбудувавши погоріле містечко та обладнавши Хіросімський порт, розвернув широку морську торгівлю з сусідами. Піклуючись про майбутні управлінські кадри, Сіґеакіра заснував ряд шкіл в Хіросімі, де викладали китайські, японські і західні науки, а також медицину та математику.

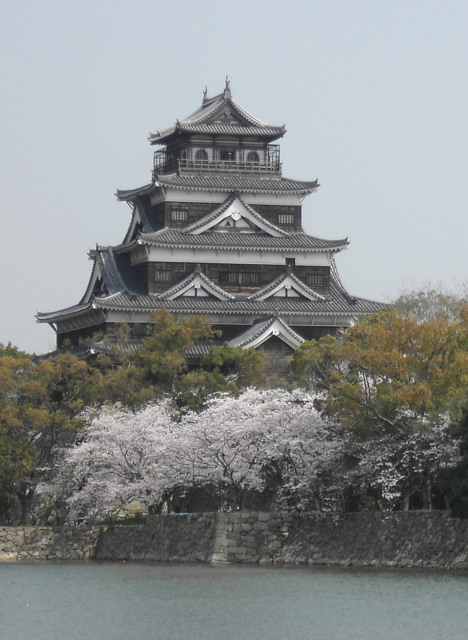
Головна башта Хіросімського замку — центр Хіросіма-хану.

Під час головування Асано Нарікати (1799–1830) Хіросіма-хан перетворився на один з найбагатших у Японії. Містечко Хіросіма розрослось на південь, шляхом рекультивації прибережної смуги, і на 1820 рік нараховувало декілька десятків кварталів. Кількість його мешканців перевищувала 70 тисяч, посідаючи п'яте місце серед японських міст за величиною, після Едо, Осаки, Кіото та Канадзави. Хіросіма була також великим комерційним центром, куди прибували купецькі човни з далеких провінцій півдня і півночі Японії. Містечко експортувало папір, вироби з бамбука, конопляні тканини, морську капусту і устриці.
Однак процвітання не було довгим. Впродовж правління дев'ятого голови Асано Нарітаки (1831—1858) Хіросіма-хан сильно постраждав від загальнояпонського великого голоду 1833—1839 років, який підірвав господарство хану і спричинив масові заворушення по селах і містах. Мешканці Хіросіми грабували продовольчі склади заможних купців та спекулянтів рисом. Ні сам Нарітака, ні його наступник Асано Йосітеру (1858), який помер за 4 місяці після прийняття головування, зарадити соціально-економічній кризі не змогли. Однак ситуація покращилася приходом до влади одинадцятого голови Асано Наґаміті. Він зміг реформувати систему управління, військо та фінанси. Хіросімській економіці також допомогла війна між сусіднім Тьосю-ханом і всеяпонським урядом у 1863—1865 роках, під час якої найвищі сановники країни розквартирувалися в Хіросімі.
На середину XIX століття Японія переживала глибоку політичну та соціально економічну кризу, а також знаходилась перед небезпекою колонізації провідними державами Заходу і Росією. Сьоґунат Токуґава нічим не міг зарадити, тому проти нього сформувалася сильна опозиція в регіонах, яка прагнула відновлення прямого імператорського правління і створення унітарної централізованої держави. У 1867 році Хіросіма-хан вступив в союз із провідними силами цієї опозиції, Тьосю-ханом і Сацума-ханом, і, після зречення останнього сьоґуна від влади та ліквідації сьоґунату, взяв участь у формуванні нового монархічного уряду. Наступила нова доба модернізації та вестернізації Японії.

### Новий час

Емблема Імперської армії Японії

Емблема Імперського флоту Японії

Після відновлення прямого імператорського правління у 1868 році, новий всеяпонський уряд провів адміністративну реформу. У липні 1871 року Хіросіма-хан був перейменований у префектуру Хіросіма, а в квітні 1872 року призамкове містечко Хіросіма стало 1-м великим районом цієї префектури. В листопаді 1878 року його перейменували в Хіросімський район, у зв'язку з прийняттям закону про переформування повітів, міст, містечок та сіл Японії.
У 1888 році в країні набрав чинності новий адміністративний поділ і 1 квітня 1889 року Хіросімський район був перетворений на місто Хіросіма, одне з перших міст в усій Японії. Площа тогочасної Хіросіми становила близько 27 км2, на якій проживало 83 3387 осіб. Населені пункти, що знаходилися довкола неї, перереформували у містечка та села.
Протягом 1884–1889 років на півдні Хіросіми були осушені прибережні морські райони і збудовано сучасний порт Удзіна, а в червні 1894 року до міста проклали залізницю Санйо, яка з'єднала місто з Токіо. З початком японсько-китайської війни у серпні 1894 року пришвидшеними темпами була споруджена військова залізниця, яка сполучала Хіросімський вокзал з міським портом, а також упорядковано усі міські дороги та морські шляхи. У вересні 1894 року Хіросімський замок став місцем розташування Генерального штабу Збройних сил Японії, а в жовтні в Хіросімі тимчасово засідав японський Парламент. У 1903 році вона була сполучена залізницею з містом Куре, портом і базою Імперського флоту Японії, а зі спалахом російсько-японської війни у 1904 році була перетворена на опорний пункт імперської армії Японії. Хіросіма поступово перетворювалась на один з найголовніших політико-адміністративних, військово-транспортних та соціально-економічних центрів Японської імперії.
Під час цих перетворень змінився вигляд Хіросіми: рови замку було засипано для спорудження армійської інфраструктури та залізниць. У 1912 році стартували 4 трамвайні маршрути. Колишні середньовічні комерційні центри міста — квартали Накадзіма та Сакаї — поступилися місцевості Хаттьоборі, яка з розвитком транспорту перебрала на себе їхню роль. З 1919 року Хіросіма забудовувалася відповідно загальнояпонського закону про планування міст, а у 1904 і 1929 роках розрослася шляхом поглинання 8 сусідніх містечок та сіл. На початок 1930-х років вона була 6-м за величиною містом Японії з населенням понад 270 000 мешканців.
У 1932 році в Хіросімі розпочали роботи по спорудженню дренажного каналу для головної водяної артерії міста, річки Ота, й упорядкуванню берегів Хіросімської дельти. Порт Удзіна перейменували в Хіросімський порт і в 1933 році заходилися його модернізовувати. З 1935 по 1940 роки прибережна зона міста перетворилась у важкопромисловий район, який працював на японський військово-промисловий комплекс. Одночасно, з 1931 по 1945 роки, в часи другої японсько-китайської та Другої світової війни, в Хіросімі було посилено присутність імперської армії, а міський порт служив місцем відправки японських солдат на фронт.

### Ядерне бомбардування

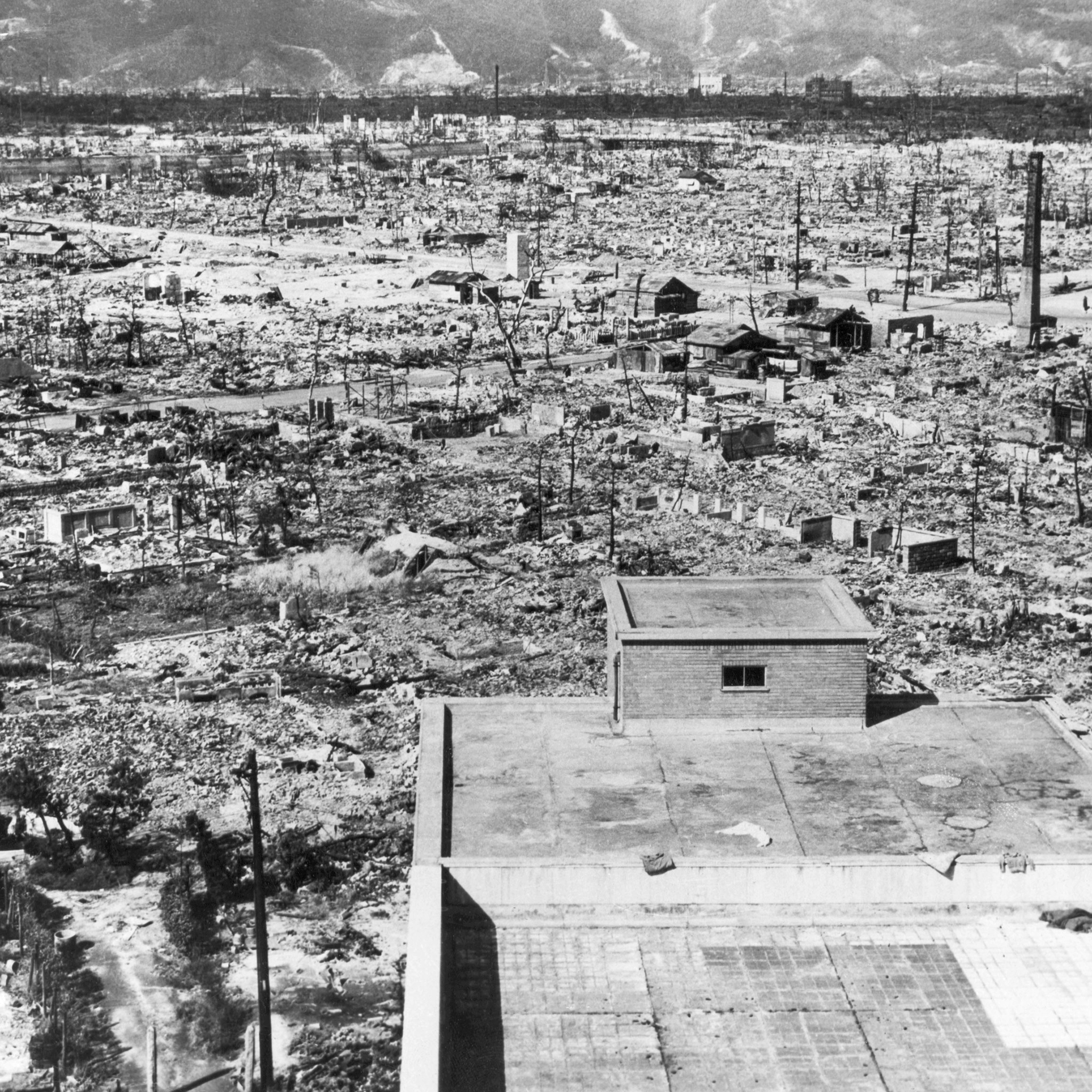
Хіросіма після ядерного бомбардування.

Наприкінці Другої світової війни, 6 серпня 1945 року авіація США скинула на Хіросіму ядерну бомбу. Вона розірвалася в повітрі над центром міста, на висоті 600 м. Вибух миттю забрав життя 70 000 мешканців Хіросіми і перетворив місто на згарище. Протягом року від бомбардування загалом померло за оцінками 90—140 тисяч містян. Тогочасні дослідники пророкували, що впродовж 70 — 75 років у Хіросімі не ростиме жодна трава чи дерево.

### Новітній період

Символ повоєнної Хіросіми — «паперовий журавлик», символ миру.

Після Другої світової війни вся Японія була зруйнована, тому відбудова випаленої Хіросіми видавалася нездійсненною справою. Проте 6 серпня 1949 року японський Парламент прийняв закон про спорудження Хіросіми як міста миру і скерував частину державних коштів на її реставрацію. Завдяки цьому Хіросіма була майже повністю відновлена на початок 1960-х років . Її територія збільшилися шляхом об'єднання із сусідніми населеними пунктами, а кількість мешканців становила понад 500 000 осіб. У 1961 році відкрився Хіросімський аеропорт, який згодом отримав назву Західнохіросімського, у 1964 році завершилась електрифікація залізниці Санйо, а ще через рік закінчилися роботи по спорудженню дренажного каналу Оти і відбудові Хіросімського вокзалу. У 1966 році розвиток Хіросіми прискорився завдяки побудові Нової хіросімської окружної дороги при державній автомагістралі № 2.
Міська влада Хіросіми починаючи з 1958 року взяла курс на створення Хіросімської агломерації, ведучи переговори з сусідніми містечками і селами про об'єднання. На 1973 рік вона приєднала до міста 13 прилеглих населених пунктів, переважно на півночі і сході.
У 1975 році в Хіросімі відкрився автовокзал та Східний ринок, а наступного року стартували рейси швидкісного потягу Санйо сінкансен. На 1982 рік було завершено спорудження головної господарської і транспортної інфраструктури західної частини міста.
1 квітня 1980 року Хіросіма стала 10-м містом в Японії, яке отримало статус міста державного значення. 1985 року її населення перевищило 1 мільйон мешканців.
У 1994 році, у зв'язку з проведенням Азійських ігор, в місті відкрився монорельс Астрам-лайн. У 1996 році Хіросімський меморіал миру було занесено до Світової спадщини ЮНЕСКО. Десятьма роками поспіль будівля Музею ядерного бомбардування Хіросіми стала важливою культурною пам'яткою Японії, а парк Миру — визнаний одним з найвідоміших місць країни.

## Адміністративний поділ
Станом на 2008 рік Хіросіма поділяється на 8 районів — старих і нових. Перші оформилися переважно до 1970-х років і служать політико-економічним та соціо-культурним центром Хіросіми, а також всього регіону Тюґоку. Другі утворилися після 1970-х років у результаті поглинання містом прилеглих населених пунктів і є «спальними районами» Хіросіми.
Дані по міських районах подані станом на 1 жовтня 2007 року.

Легенда: 
, 
| № | № | Українською | Японською | Прапор | Площа  | Населення | Густота | Код     |
|   | 1 | Акі         | 安芸区    |        | 94,01  | 78405     | 834,00  | 34107-0 |
|   | 2 | Аса-Кіта    | 安佐北区  |        | 353,35 | 151206    | 427,92  | 34106-1 |
|   | 3 | Аса-Мінамі  | 安佐南区  |        | 117,19 | 224365    | 1914,54 | 34105-3 |
|   | 4 | Мінамі      | 南区      |        | 26,09  | 138721    | 5317,01 | 34103-7 |
|   | 5 | Нака        | 中区      |        | 15,34  | 128449    | 8378,46 | 34101-1 |
|   | 6 | Нісі        | 西区      |        | 35,67  | 185957    | 5213,26 | 34104-5 |
|   | 7 | Саекі       | 佐伯区    |        | 224,10 | 134657    | 600,87  | 34108-8 |
|   | 8 | Хіґасі      | 東区      |        | 39,38  | 120455    | 3058,78 | 34102-9 |

## Влада

### Мер
Вперше посада мера у місті Хіросіма була запроваджена у 1889 році.
Мер Хіросіми є головою виконавчої влади міста, його найвищим представником і відповідальним у стосунках з японською центральною владою, громадськими організаціями та іноземними представництвами. Метою його діяльності є примноження громадського добробуту мешканців міста. До обов'язків мера входить впровадження і контроль над виконанням законів, прийнятих Параламентом Японії.
Мер Хіросіми обирається прямим голосування мешканців міста, які мають на це право відповідно до закону, а термін його повноважень становить 4 роки.
| Мери міста Хіросіма |                     |             |                   |                   |
| №                   | Українською         | Японською   | Початок терміну   | Кінець терміну    |
| 1                   | Мікі Акіра          | 三木 達     | 29 серпня 1889    | 28 листопада 1889 |
| 2                   | Бан Сукеюкі         | 伴 資健     | 28 листопада 1889 | 27 листопада 1895 |
| 3                   | Сато Тадасі         | 佐藤 正     | 10 січня 1896     | 20 квітня 1896    |
| 4                   | Бан Сукеюкі         | 伴 資健     | 30 квітня 1896    | 26 квітня 1902    |
| 5                   | Бан Сукеюкі         | 伴 資健     | 30 квітня 1902    | 30 серпня 1906    |
| 6                   | Такацука Коїті      | 高束 康一   | 31 серпня 1906    | 24 квітня 1909    |
| 7                   | Ода Кан'їті         | 小田 貫一   | 17 травня 1909    | 22 липня 1909     |
| 8                   | Ватанабе Матасабуро | 渡辺 又三郎 | 9 вересня 1909    | 3 липня 1910      |
| 9                   | Наґая Кендзі        | 長屋 謙二   | 28 вересня 1909   | 16 лютого 1913    |
| 10                  | Тесіма Йодзо        | 豊島 陽蔵   | 29 січня 1914     | 2 квітня 1914     |
| в.о.                | Такеока Мітітада    | 武岡 充忠   | 20 березня 1914   | 21 січня 1915     |
| 11                  | Йосіока Хейдзо      | 吉村 平造   | 22 січня 1915     | 25 грудня 1916    |
| 12                  | Танабе Масатаке     | 田部 正壮   | 8 жовтня 1917     | 7 жовтня 1921     |
| 13                  | Сато Нобуясу        | 佐藤 信安   | 17 квітня 1922    | 21 січня 1925     |
| 14                  | Кавабуті Рьокі      | 川淵 竜起   | 24 серпня 1925    | 23 серпня 1929    |
| 15                  | Іто Сададзі         | 伊藤 貞次   | 16 травня 1930    | 15 травня 1934    |
| в.о.                | Іта Кандзі          | 井田 完二   | 18 березня 1934   | 19 січня 1935     |
| 16                  | Йокояма Кінтаро     | 横山 金太郎 | 26 лютого 1935    | 25 лютого 1939    |
| 17                  | Фудзіта Вакамі      | 藤田 若水   | 26 грудня 1939    | 9 травня 1943     |
| 18                  | Авая Сенкіті        | 粟屋 仙吉   | 10 липня 1943     | 6 серпня 1945     |
| 19                  | Кіхара Сітіро       | 木原 七郎   | 23 жовтня 1945    | 22 березня 1947   |
| 20                  | Хамаї Сіндзо        | 濱井 信三   | 17 квітня 1947    | 31 березня 1951   |
| 21                  | Хамаї Сіндзо        | 濱井 信三   | 25 квітня 1951    | 8 квітня 1955     |
| 22                  | Ватанабе Тадао      | 渡辺 忠雄   | 2 травня 1955     | 1 травня 1959     |
| 23                  | Хамаї Сіндзо        | 濱井 信三   | 2 травня 1959     | 1 травня 1963     |
| 24                  | Хамаї Сіндзо        | 濱井 信三   | 2 травня 1963     | 1 травня 1967     |
| 25                  | Ямада Сецуо         | 山田 節男   | 2 травня 1967     | 1 травня 1971     |
| 26                  | Ямада Сецуо         | 山田 節男   | 2 травня 1971     | 8 січня 1975      |
| 27                  | Аракі Такесі        | 荒木 武     | 23 лютого 1975    | 22 лютого 1979    |
| 28                  | Аракі Такесі        | 荒木 武     | 23 лютого 1979    | 22 лютого 1983    |
| 29                  | Аракі Такесі        | 荒木 武     | 23 лютого 1983    | 22 лютого 1987    |
| 30                  | Аракі Такесі        | 荒木 武     | 23 лютого 1987    | 22 лютого 1991    |
| 31                  | Хіраока Такасі      | 平岡 敬     | 23 лютого 1991    | 22 лютого 1995    |
| 32                  | Хіраока Такасі      | 平岡 敬     | 23 лютого 1995    | 22 лютого 1999    |
| 33                  | Акіба Тадатосі      | 秋葉 忠利   | 23 лютого 1999    | 22 лютого 2003    |
| 34                  | Акіба Тадатосі      | 秋葉 忠利   | 23 лютого 2003    | 22 лютого 2007    |
| 35                  | Акіба Тадатосі      | 秋葉 忠利   | 8 квітня 2007     | на посаді         |

### Суди
- Вищий суд Хіросіми (広島高等裁判所)
- Районний суд Хіросіми (広島地方裁判所)
- Сімейний суд Хіросіми (広島家庭裁判所)
- Суд спрощеного виробництва Хіросіми (広島簡易裁判所)
- Суд спрощеного виробництва Кабе (可部簡易裁判所)

### Державні установи
- Служба регіону Тюґоку Національного інституту кадрів
- Служба регіону Тюґоку Центрального робітничого комітету.
- Служба загальної кореспонденції регіону Тюґоку Міністерства внутрішніх справ та комунікацій.
- Служба адміністративної оцінки регіонів Тюґоку та Шікоку Міністерства внутрішніх справ та комунікацій.
- Фінансова служба регіону Тюґоку Міністерства фінансів.
- Хіросімська податкова служба Міністерства фінансів.
- Інспекційна служба правопорядку в регіоні Тюґоку Міністерства юстиції.
- Хіросімська міграційна служба Міністерства юстиції.
- Хіросімська служба юстиції Міністерства юстиції.
- Економічно-промислова служба регіону Тюґоку Міністерства економіки, торгівлі і промисловості.
- Служба упорядкування регіону Тюґоку Міністерства землі, інфраструктури і транспорту.
- Служба перевезень регіону Тюґоку Міністерства землі, інфраструктури і транспорту.
- Хіросімський офіс Служби керування сільським господарством регіонів Тюґоку та Шікоку перевезень регіону Тюґоку Міністерства сільського господарства, лісництва і рибальства.
- Хіросімський відділ керування лісами Міністерства сільського господарства, лісництва і рибальства.
- Хіросімська робітнича служба Міністерства здоров'я, праці і добробуту.
- Хіросімський центральний відділ нагляду за робітничими стандартами Міністерства здоров'я, праці і добробуту.
- Офіс округу Тюґоку Міністерства навколишнього середовища.
- Хіросімська служба Бюро управління оборонними спорудами.
- Штаб Сил Самооборони Японії Хіросімського округу.
- Штаб 6-го округу Берегової охорони Японії.
- Хіросімська метеорологічна станція Метеорологічного бюро Японії.
- Хіросімський відділ Бюро розслідування аварій на воді.
- Офіс регіону Тюґоку Робітничого комітету моряків та рибалок.
- Відділення регіону Тюґоку офісу регіонів Кінкі, Тюґоку і Шікоку Загального офісу Комітету чесної торгівлі.
- Обчислювальний відділ регіону Тюґоку Інституту географії Японії.
- Хіросімська служба соціального страхування Бюро соціального страхування.
- Відділення регіону Тюґоку Пошти Японії.
- Хіросімська філія Фінансової корпорації національного життя.
- Філія в регіоні Тюґоку Фінансової корпорації житла.
- Філія в регіоні Тюґоку Банку розвитку Японії.
- Хіросімська філія Фінансової корпорації середнього та малого бізнесу.
- Хіросімська і Західнохіросімська філії Центрального банку торговельно-промислових профспілок.

## Безпека
- У Хіросімі розташований регіональний штаб Управління морської безпеки Японії. Він гарантує безпеку кордонів і територіальних вод Японії в районі префектур Окаяма, Хіросіма, Каґава, Ехіме, а також на сході префектури Ямаґуті[20].

## Демографія
На час набуття Хіросімою статусу міста у 1889 році, кількість її мешканців становила 83 387 осіб. Менш як за півстоліття населення зросло уп'ятеро. У 1942 році воно нараховувало вже 419 182 осіб. Ядерна бомба знищила понад дві третини мешканців Хіросіми. За підрахунками 1945 року серед уцілілих лишилося тільки 137 197 осіб. Проте у 1985 році населення відродженого мирного міста перевалило за мільйон — налічувало вже 1 024 072 мешканці.
На червень 2008 року за приблизними підрахунками адміністрації Хіросіми населення міста становило 1 165 453 особи, які формували 505 656 сімей. Серед мешканців 564 440 були чоловіками, а 601 013 — жінками.
Нижче наведені дані всеяпонських переписів 1990—2000-х років за кількістю населення Хіросіми загалом і по районах:.
| Роки | Нака   | Хіґасі | Мінамі | Нісі   | Аса-Мінамі | Аса-Кіта | Акі   | Саекі  | Разом   |
| 1990 | 134651 | 122715 | 143938 | 178486 | 175211     | 144446   | 70039 | 124221 | 1093707 |
| 1995 | 128360 | 124829 | 138208 | 178838 | 185414     | 154079   | 74542 | 132847 | 1117117 |
| 2000 | 124719 | 123258 | 135467 | 179519 | 204636     | 156387   | 75435 | 134713 | 1134134 |
| 2005 | 127763 | 121222 | 137874 | 184795 | 219343     | 152716   | 76656 | 134022 | 1154391 |
| 2008 | 128806 | 120155 | 139061 | 186088 | 226695     | 150848   | 79088 | 134712 | 1165453 |

За даними на вересень 2005 року, середня тривалість життя в Хіросімі становила 79,45 року в чоловіків і 86,33 року в жінок. Показники народжуваності перевищують показники смертності, однак кількість мешканців після 65 років у 1,5 рази більша за кількість мешканців у віці до 15 років. Доросле населення Хіросіми становить близько 70 %.
Переважна більшість мешканців Хіросіми — японці. На 2001 рік іноземці становили менш як 1,5 % населення Хіросіми. Серед них переважають корейці, китайці та філіппінці.

## Економіка

### Вторинний сектор економіки

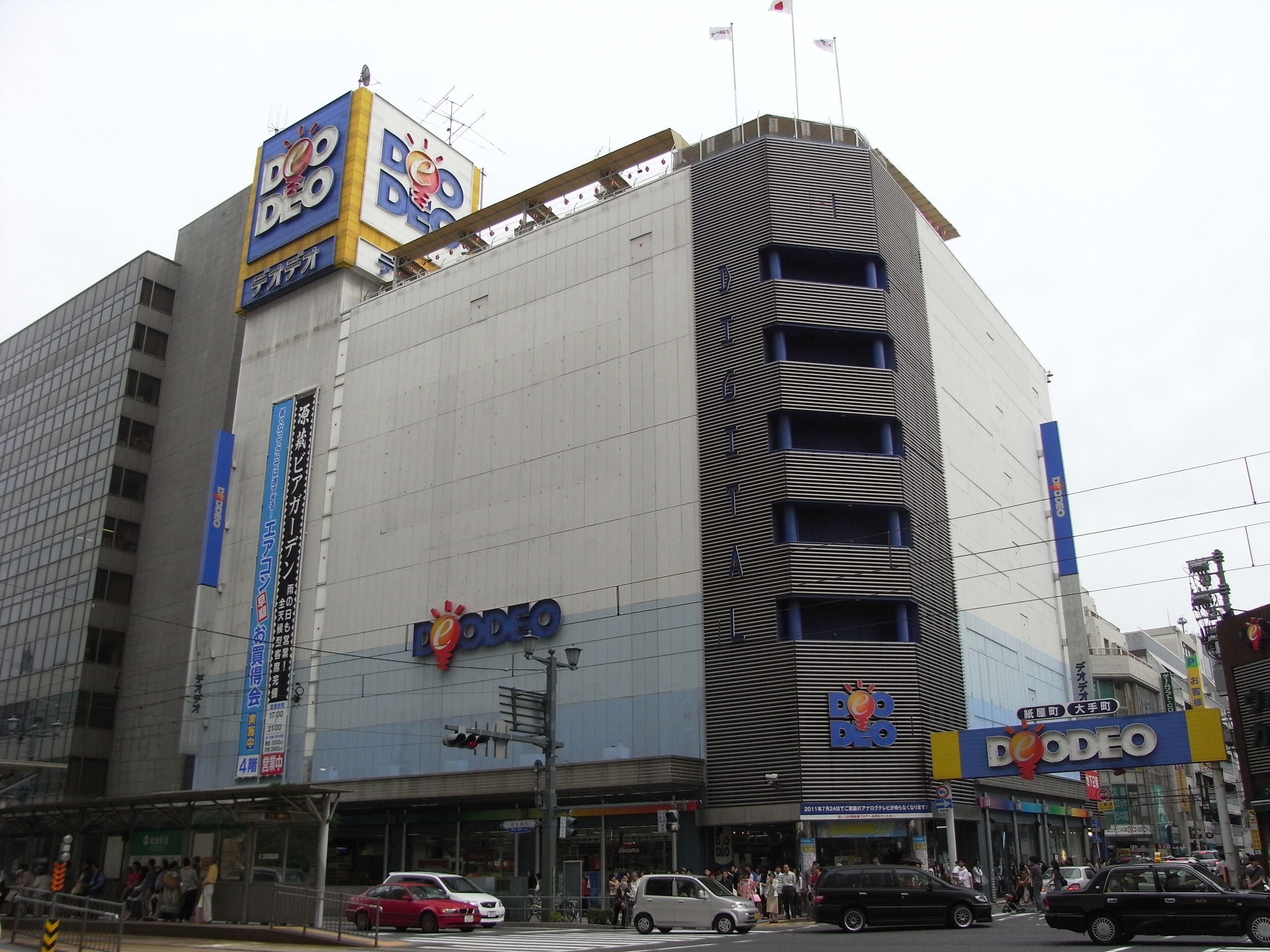
Крамниця електронних товарів ДЕО-ДЕО у центрі Хіросіми.

Mazda Motor Company, яка тепер є частиною Ford Motor Company, є найбільшою компанією міста Хіросіми. Тут виробляються багато моделей автомобілів цієї компанії, що призначаються для експорту, включаючи популярні MX-5/Miata і Mazda RX-8. Також від початку 2006 року тут збирається Mazda CX-7. Інші заводи компанії знаходяться у Хофу і Флет-Рок штату Мічиган.

## Транспорт
Місто обслуговує Електрична залізниця Хіросіми. З серпня 1994 року в місті працює лінія метро з шинним ходом.
Мости
- Міст Аїой

## Засоби масової інформації
Регіональні ЗМІ:
Газети
- Тюґоку Сімбун

Телебачення і радіо
- Хіросімське відділення NHK (NHK)
- RCC (TBS, AM)

Телебачення
- Хіросімське телебачення (NNS)
- Хіросімське домашнє телебачення (TV Asahi)
- Телебачення «Нова Хіросіма» (Fuji Television)

Радіо
- Хіросіма ФМ (JFN)

Громадське радіо
- Хіросіма P-station
- ФМ Нанамі

Кабельне телебачення
- Хіросімське кабельне телебачення
- Канал «Фуреай»

## Культура

### Освіта і наука
Станом на травень 2007 року в Хіросімі налічувалося 13 університетів, 5 коледжів, 48 вищих шкіл, 76 середніх шкіл, 146 початкових шкіл, 119 дитячих садків, 41 професійне училище та 20 спеціальних шкіл. Серед університетів найвідомішими є державний Хіросімський університет, публічні Хіросімський міський та префектурний університети, приватні Університет Дзьоґакуін та Консерваторія св. Єлизавети.
Станом на березень 2007 року в Хіросімі 13 міських бібліотек, в яких зберігається 2 мільйони книг, і дві префектурні бібліотеки, сховище яких нараховує понад 680 тисяч книг. Найбільшою є Центральна міська бібліотека Хіросіми. В місті також діє Хіросімський міський архів, який зберігає та документи з історії міста

### Пам'ятки
- Собор всесвітнього миру

### Музеї, архіви, зоопарк
- Хіросімський замок — японська фортеця, символ середньовічної Хіросіми. Замок згорів під час ядерного бомбардування міста, після чого був частково відновлений. Нині головна башта замку й укріплення другого двору використовуються як музей. У ньому є постійна виставка з історії замку і призамкового містечка Хіросіми, побуту і військової культури самураїв.
- Хіросімський меморіальний «Музей миру» — музей у Хіросімському парку миру, який розповідає про ядерне бомбардування Хіросіми 6 серпня 1945 року та його жахливі наслідки. У ньому зібраний багатий документальний матеріал: речі загиблих, фотографії зруйнованого міста, свідчення лікарів, місцевих жителів та іноземців. Будівля музею була споруджена за проектом японського скульптора-модерніста Танґе Кендзо і вважається загальнояпонським цінним культурним надбанням.
- Зал пам'яті жертв ядерного бомбардування — державна установа, споруджена на пошанування пам'яті загиблих під час ядерного бомбардування 1945 року, в якій зберігаються їхні архіви — фотографії, щоденники та іншого роду документи. Зал є музеєм, архівом і дослідницьким центром, який проводить роботу над збереженням інформації про Хіросімську трагедію. Аналогічна установа існує в Наґасакі.
- Хіросімський музей транспорту — музей, головною темою якого є сухопутні, повітряні і морські види транспорту, а також розвиток комунікацій і транспортних систем майбутнього. Відкрився 1995 року з нагоди запуску хіросімського монорельсу Астрам-лайн. У музеї понад 3000 моделей-експонатів. При ньому діє музейна бібліотека літератури з проблем транспорту і комунікацій.
- Хіросімський дитячий музей — музей ознайомлює дітей з точними й природничими науками, та пов'язаними з ними дитячими іграми. Головна концепція — «дивись, чіпай, пробуй, твори, перевіряй!». Основний в музеї акцент зроблено на астрономії. при ньому діє планетарій на 340 місць та Хіросімська дитяча бібліотека.
- Хіросімський метеорологічний музей Ебаяма — один з унікальних японських музеїв, який висвітлює проблеми метеорології. Розташований в будинку колишньої метеорологічної станції Хіросіми. Відвідувачі музею мають змогу скласти метеорологічний прогноз, оглянути і використати обладнання колишньої станції, побувати у «вітряній капсулі», стати свідками падіння блискавки або відчути себе у хмарах тайфуну.
- Хіросімський історико-етнографічний музей
- Хіросімський музей здоров'я
- Хіросімський префектурний музей мистецтва
- Хіросімський міський музей сучасного мистецтва
- Хіросімський музей мистецтва
- Музей мистецтва Ідзумі — * Хіросімський музей водогону
- Музей Рай Санйо
- Хіросімський музей лісових і паркових комах
- Музей скла
- Хіросімський зоопарк Аса

### Парки
- Хіросімський парк миру
- Сад Сюккей
- Хіросімський зоопарк Аса
- Хіросімський ботанічний сад
- Хіросімський лісопарк
- Хіросімський префектурний парк центру озеленення[35]
- Хіросімський центральний парк
- Парк Хідзіяма
- Парк Мото-Удзіна
- Парк Ебаяма
- Парк Оґондзан

### Спорт
У Хіросімі є кілька професіональних спортивних команд. Найвідомішими є бейсбольна команда «Хіросімські коропи» та футбольна Sanfrecce Hiroshima .
| Клуб                  | Спорт   | Ліга            | Домашній стадіон                         | Рік заснування |
| --------------------- | ------- | --------------- | ---------------------------------------- | -------------- |
| Хіросімські коропи    | Бейсбол | Центральна Ліга | Хіросімський міський бейсбольний стадіон | 1950           |
| «Сенфресс» (Хіросіма) | Футбол  | Джей-ліга       | «Велика арка»                            | 1938           |

## Персоналії
- Рай Санйо (1780—1832) — історик
- Като Томосабуро (1861—1923) — 21-й прем'єр-міністр Японії.
- Суґімура Харуко (1909—1997) — японська актриса театру і кіно
- Хіроюкі Агава (1920—2015) — японський письменник і літературний критик.
- Садако Сасакі (1943—1955) — дівчинка символ ядерної трагедії.

## Міста-побратими
Хіросіма підтримує тісні дружні зв'язки з 7 містами світу і Японії. Серед них 5 міст є її закордонними містами-побратимами. Китайське місто Цунцін має статус дружнього міста Хіросіми, а японське місто Наґасакі — дружнього міста миру і культури.:

Міста-побратими позначені 
 кольором, а дружні міста — 
 кольором.
| № | № | Фото | Місто     | Країна | Країна                           | Договір         |
|   | 1 |      | Гонолулу  |        | Сполучені Штати Америки          | 15 липня 1959   |
|   | 2 |      | Волгоград |        | Російська Федерація              | 28 вересня 1972 |
|   | 3 |      | Наґасакі  |        | Японія                           | 5 серпня 1975   |
|   | 4 |      | Ганновер  |        | Федеративна Республіка Німеччина | 27 липня 1983   |
|   | 5 |      | Чунцін    |        | Китайська Народна Республіка     | 27 липня 1983   |
|   | 6 |      | Тегу      |        | Республіка Корея                 | 2 травня 1997   |
|   | 7 |      | Монреаль  |        | Канада                           | 4 червня 1998   |